# (74433) 1999 BC13
(74433) 1999 BC13 – planetoida z pasa głównego asteroid okrążająca Słońce w ciągu 5,48 lat w średniej odległości 3,11 j.a. Odkryta 24 stycznia 1999 roku.